# Mabuchi Motor
Mabuchi Motor Company (マブチモーター 株式会社, Mabuchi Mota Kabushiki Kaisha) é uma empresa japonesa. Especializada na fabricante de motores de pequeno porte, a empresa detém 70% do mercado nacional, e também uma fatia do mercado de espelhos e retrovisores automotivos, fechaduras, e unidades de ar condicionado. 
A companhia foi criada em 1946, quando Kenichi Mabuchi (agora presidente honorário da empresa), fundava a "Kansai Rika Kenkyusho", um instituto de investigação científica e criaram o primeiro motor de alta desempenho do mundo em forma de ferradura magnética em 1947.